# Xxanaxx
Xxanaxx – polski zespół muzyczny, wykonujący muzykę elektroniczną, który powstał w 2012 roku w Warszawie z inicjatywy Klaudii Szafrańskiej i Michała Wasilewskiego. Jego nazwa pochodzi od leku psychotropowego Xanax.
Pierwszy singel formacji, Disappear, ukazał się grudniu 2012 roku. W sierpniu kolejnego roku ukazał się debiutancki mini-album zespołu pt. Xxanaxx EP, wydany nakładem wytwórni U Know Me Records.
27 maja 2014 roku ukazał się pierwszy długogrający album studyjny Xxanaxx pt. Triangles. Materiał trafił do sprzedaży w dystrybucji Warner Music Poland. Nagrania zadebiutowały na 31. miejscu krajowej listy przebojów (OLiS).
3 czerwca 2016 został wydany drugi album długogrający zespołu pt. FWRD. Na tej płycie zespół zmienił proporcje stylistyczne między synthpopem a muzyką pop na korzyść tej drugiej, gościnnie wystąpił też raper Ten Typ Mes.

## Dyskografia
Albumy
| Rok                         | Dane dot. albumu                                                                                     | Pozycja na liście |
| Rok                         | Dane dot. albumu                                                                                     | POL               |
| --------------------------- | --- | ----------------- |
| 2014                        | Triangles - Data: 27 maja 2014 - Wydawca: Xxanaxx/Warner Music Poland - Format: CD, digital download | 31                |
| 2016                        | FWRD - Data: 3 czerwca 2016 - Wydawca: Xxanaxx/Warner Music Poland - Format: CD, digital download    | 13                |
| 2018                        | Gradient - Data: 26 października 2018 - Wydawca: Warner Music Poland - Format: CD, digital download  | 31                |
| "—" album nie był notowany. | |                   |

EP
| Rok  | Dane dot. albumu                                                                             |
| ---- | -------------------------------------------------------------------------------------------- |
| 2013 | Xxanaxx - Data: 12 sierpnia 2013 - Wydawca: U Know Me Records - Format: CD, digital download |

Single
| 2014 | "Stay"                                         | 49 | 33 | — | Triangles        |
| 2015 | "Story"                                        | —  | 31 | — | Triangles        |
| 2015 | "Eerie Garden"                                 | —  | —  | — | —                |
| 2015 | "Sunglasses"                                   | —  | 22 | — | —                |
| 2015 | Marika - "Tabletki" (gościnnie: Xxanaxx)       | —  | 20 | — | Marta Kosakowska |
| 2016 | "Nie znajdziesz mnie" (gościnnie: Ten Typ Mes) | —  | 29 | 2 | FWRD             |
| 2016 | "Meltdown"                                     | —  | —  | — | FWRD             |
| 2017 | "Mniej" (gościnnie: RAS)                       | —  | —  | — | Gradient         |
| 2017 | "Surferzy"                                     | —  | —  | — | Gradient         |
| 2017 | "Kły" (gościnnie: Quebonafide)                 | —  | —  | — | Gradient         |
| 2018 | "Bardzo, bardzo"                               | 45 | —  | — | Gradient         |
| 2018 | "Ciepło"                                       | —  | —  | — | Gradient         |
|      | "—" singel nie był notowany.                   |    |    |   |                  |

## Teledyski
| Rok  | Tytuł                                          | Reżyseria            | Album            | Źródło |
| ---- | ---------------------------------------------- | -------------------- | ---------------- | ------ |
| 2013 | "Disappear"                                    | Mata Tim             | Xxanaxx EP       | [ 21 ] |
| 2014 | "Story"                                        | Arkadiusz Nowakowski | Triangles        | [ 22 ] |
| 2015 | "Garden"                                       | Sonia Pałęga         | Triangles        | [ 23 ] |
| 2015 | Marika - "Tabletki" (gościnnie: Xxanaxx)       | Paweł Jan Nowak      | Marta Kosakowska | [ 24 ] |
| 2016 | "Nie znajdziesz mnie" (gościnnie: Ten Typ Mes) | Papaya Films         | FWRD             | [ 25 ] |

## Nagrody i wyróżnienia
| Rok  | Nagroda        | Kategoria              | Tytułem  | Nota    | Źródło |
| ---- | -------------- | ---------------------- | -------- | ------- | ------ |
| 2019 | Fryderyki 2019 | Album Roku Elektronika | Gradient | Wygrana | [ 26 ] |